# Амарнское искусство

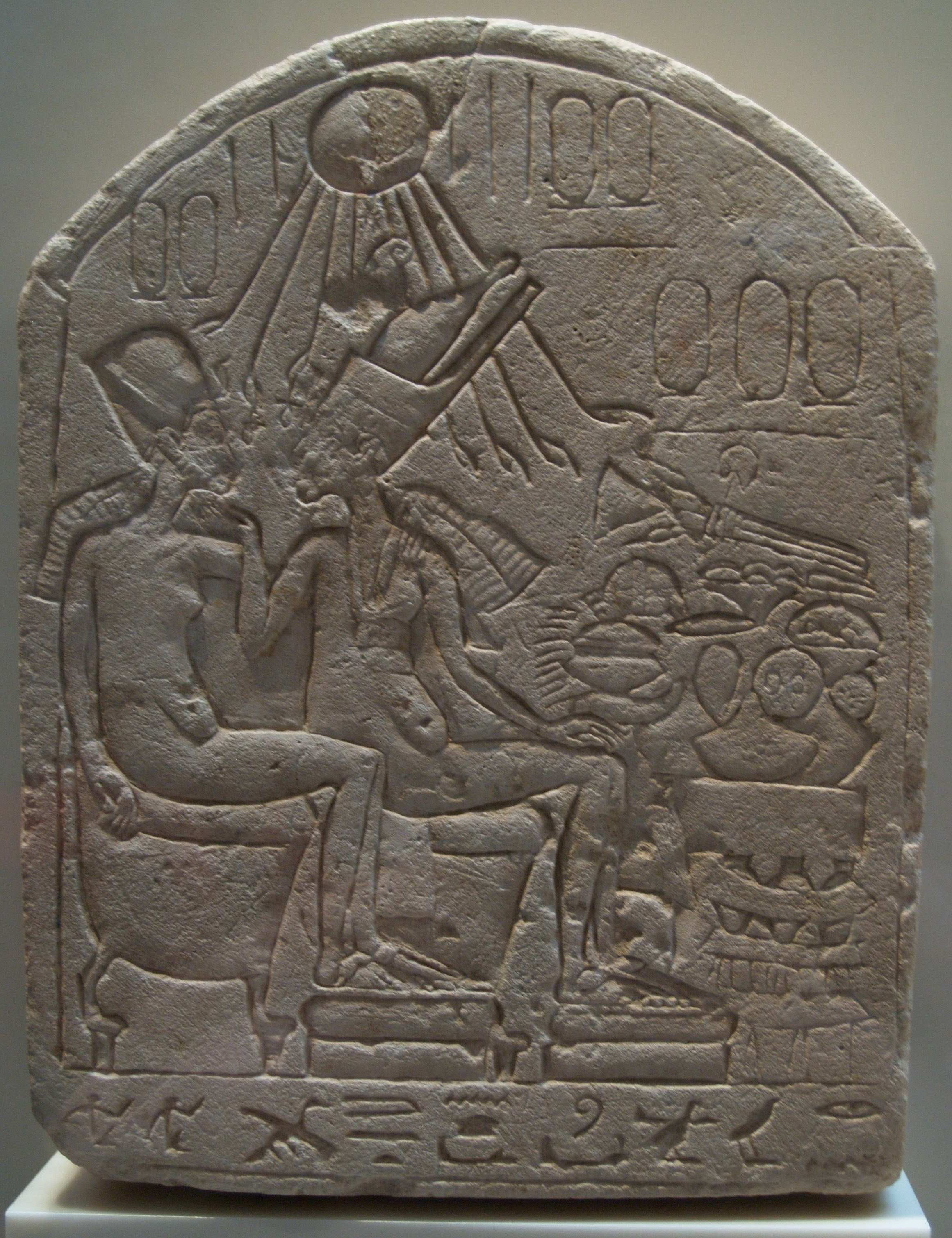
Берлинская стела 17813 с изображением Эхнатона и Нефертити. Новый музей Берлина

Амарнское искусство или амарнский стиль — стиль, принятый в амарнский период, во время и сразу после правления Эхнатона (1351—1334 до н. э.) в конце XVIII династии Нового царства.
Эпоха Амарны стала временем создания удивительных шедевров египетского искусства, оказавших значительное влияние на дальнейшее развитие эстетического творчества Египта, среди которых особого упоминания требуют скульптурные портреты Эхнатона и Нефертити из мастерской скульптора Тутмоса в Ахетатоне, рельефы царской гробницы в восточных скалах Амарны и, наконец, фантастические росписи полов дворцов и резиденций столицы Эхнатона. Часть этих памятников чудом избежала уничтожения в годы реставрации, последовавшей за смертью фараона-еретика, часть, как, например, храмы Атона в Карнаке, была разобрана и использована в качестве каменной «набивки» для более поздних архитектурных сооружений в Фивах. Этот период в развитии египетского искусства получил название «амарнского».

## Архитектура
Отличительной особенностью амарнской архитектуры был Gem-Pa-Aten (Найденный Атон) — отказ в храмах от крыши, поддерживаемой многочисленными колоннами (традиционно для храмов Нового царства), чтобы сделать общение с солнечным божеством более открытым и прямым. Традиционно статуя божества хранилась вдали от глаз простых обывателей, в атонизме такой статуи не было вовсе — её заменяло солнце само по себе.

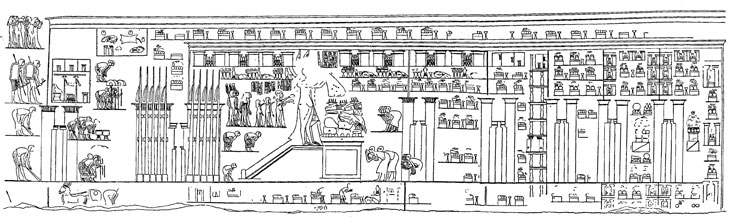
Изображение храма Атона в амарнской гробнице (№ 6) Панехси (жрец)

## Изобразительное искусство

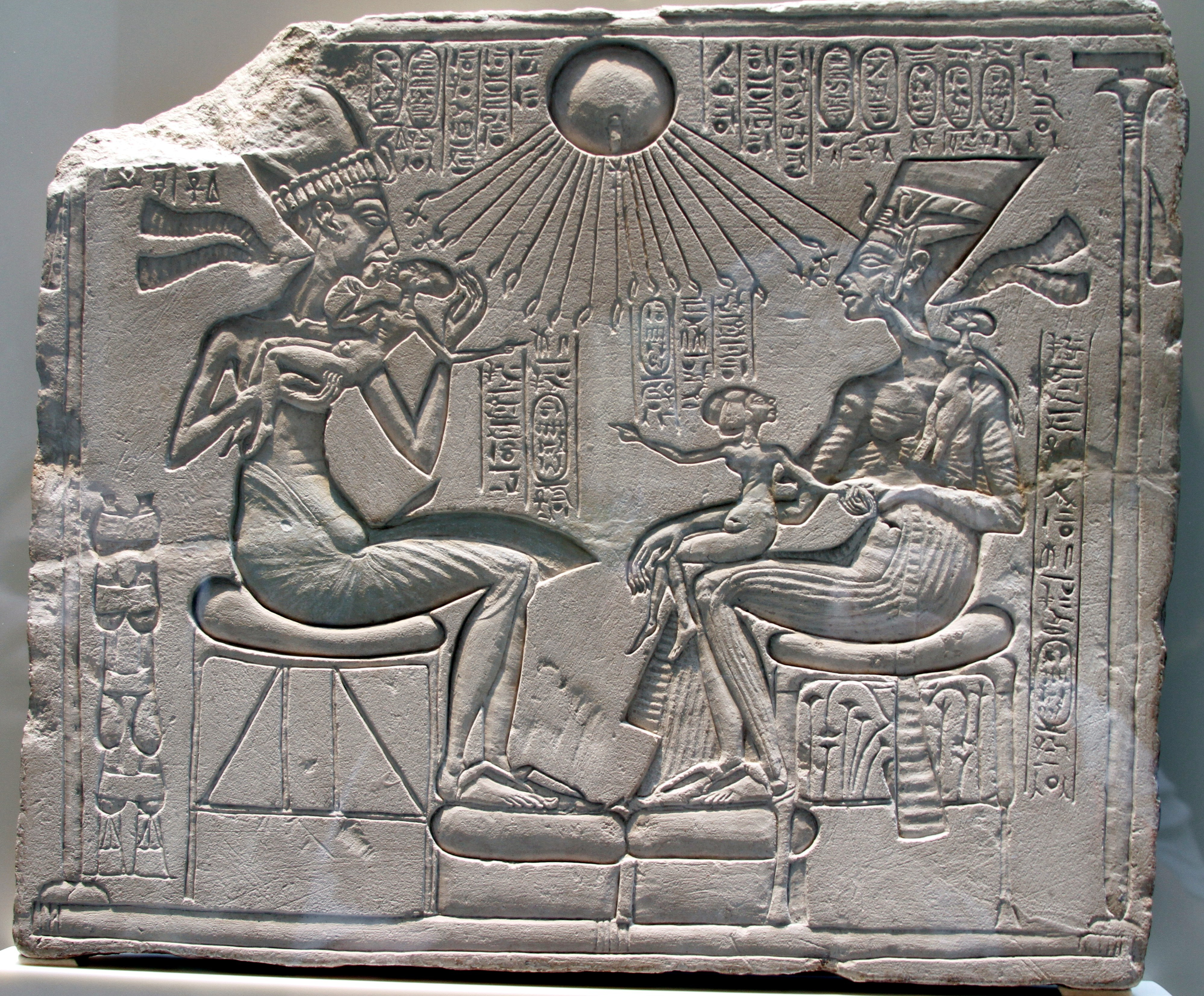
Семейная сцена царственной четы: Эхнатон целует дочь Макетатон, на коленях Нефертити сидит дочь Меритатон, Анхесенамон на плече играет с серьгами матери.

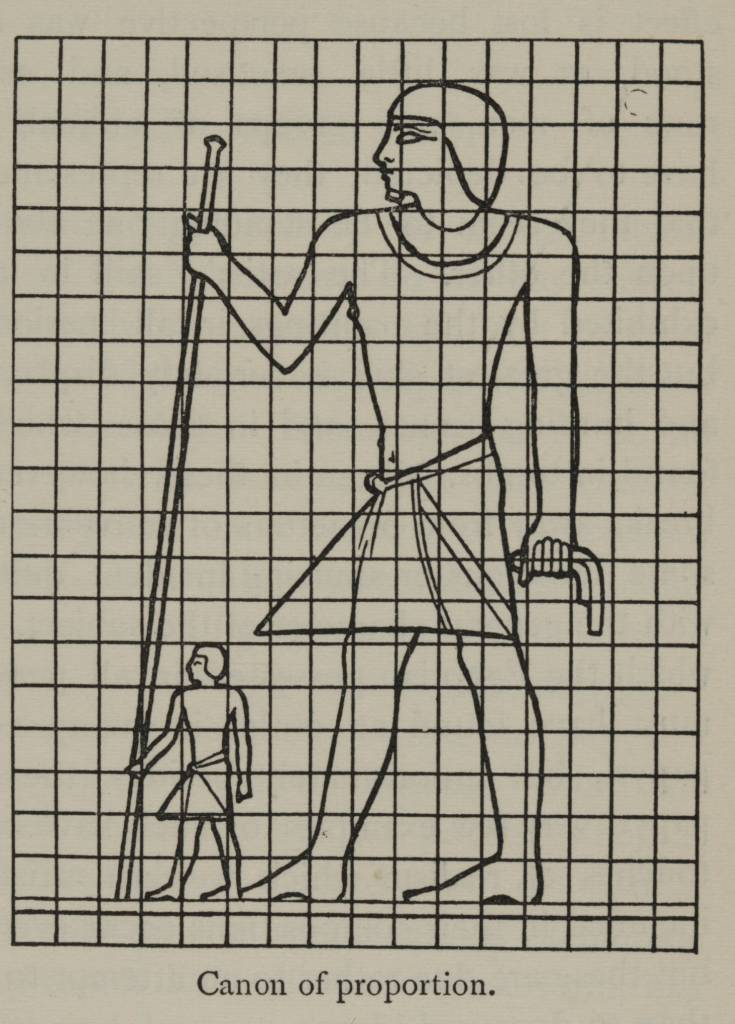
Каноническое изображение в традиционном искусстве

Годы правления Эхнатона сопровождались ломкой старых канонов искусства, вырабатывался новый художественный стиль. Амарнскому искусству свойственна реалистичность, временами переходящая в натурализм и в то же время символизм. В Ахетатоне Эхнатон создал благоприятный климат для развития искусств оригинального стиля, сочетавшего динамику, гибкость линий и чувственность, что не совпадало с предыдущим монументальным каноном. Амарнское искусство характерно прежде всего реалистичными изображениями не только фауны и флоры Египта того времени, но и правящих особ. Изображения фараона и его семейства по-прежнему крупнее, но они уже не обязательно идеализированы.
Много внимания привлекли к себе изображения Эхнатона, на которых он имеет женоподобную фигуру, деформированный череп, тяжёлую нижнюю челюсть, несоразмерно большую голову, отвисший одутловатый живот. Однако, предположительно идентифицированные в 2010 году останки Эхнатона, не содержат указанных деформаций. Правитель предстаёт не в образе воина-завоевателя или укротителя диких зверей — а отцом, мужем. Его часто изображают с дочерьми на коленях, нежно обнимающим жену, нередки семейные сценки и сцены богослужений и поклонения Атону всей семьёй. Придворный скульптор Бек оставил запись о том, что Эхнатон просил художников изображать всё как можно более реалистично.

Впервые в египетском искусстве появляются светские образы царственной четы, необычным для египетского искусства является появление царицы в военной короне. Ярчайшим примером искусства амарнского периода считается бюст Нефертити, обычно приписываемый царскому скульптору по имени Тутмос-младший, остракон с именем которого был найден в куче строительного мусора в его мастерской в Ахетатоне.

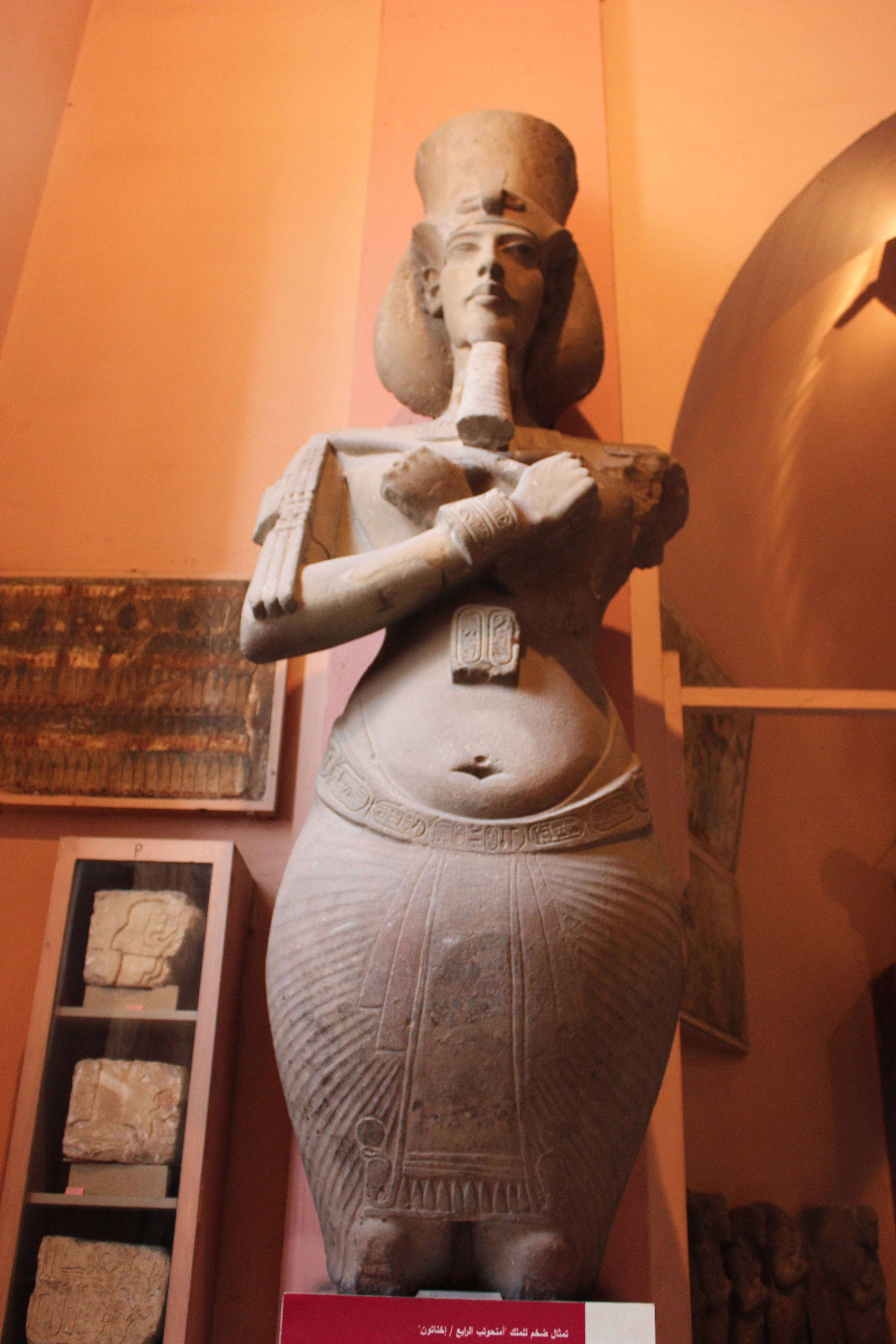
Скульптурное изображение Эхнатона. Каирский египетский музей
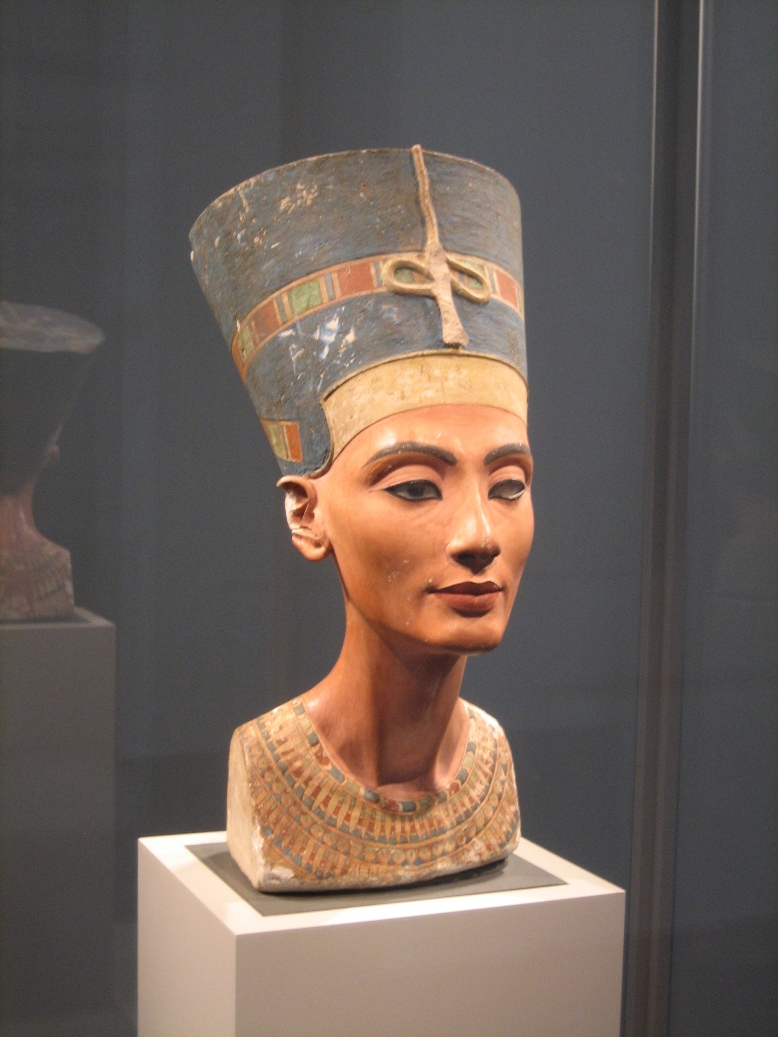
Бюст Нефертити из мастерской Тутмоса
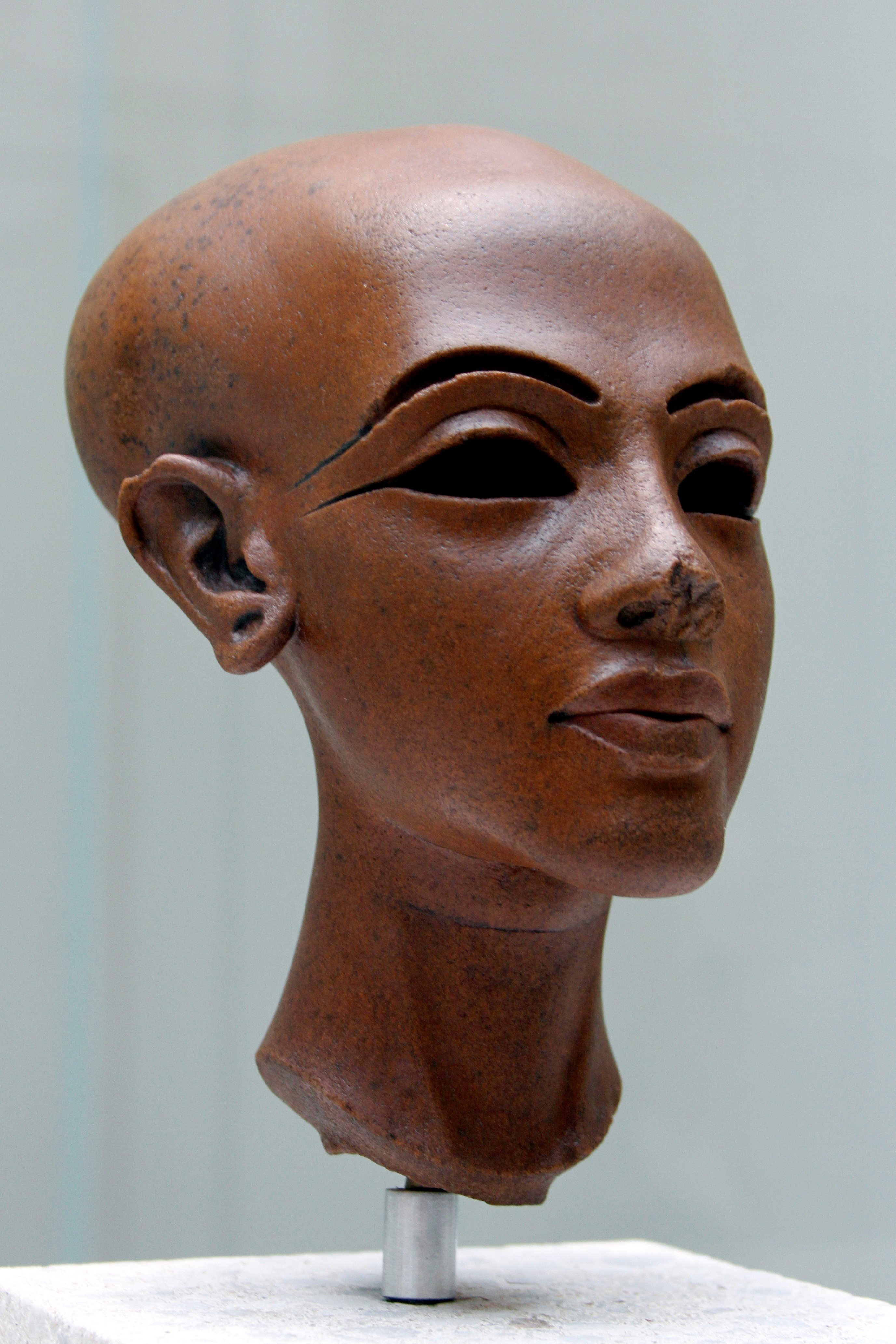
Неоконченный скульптурный портрет одной из принцесс. Новый музей, Берлин
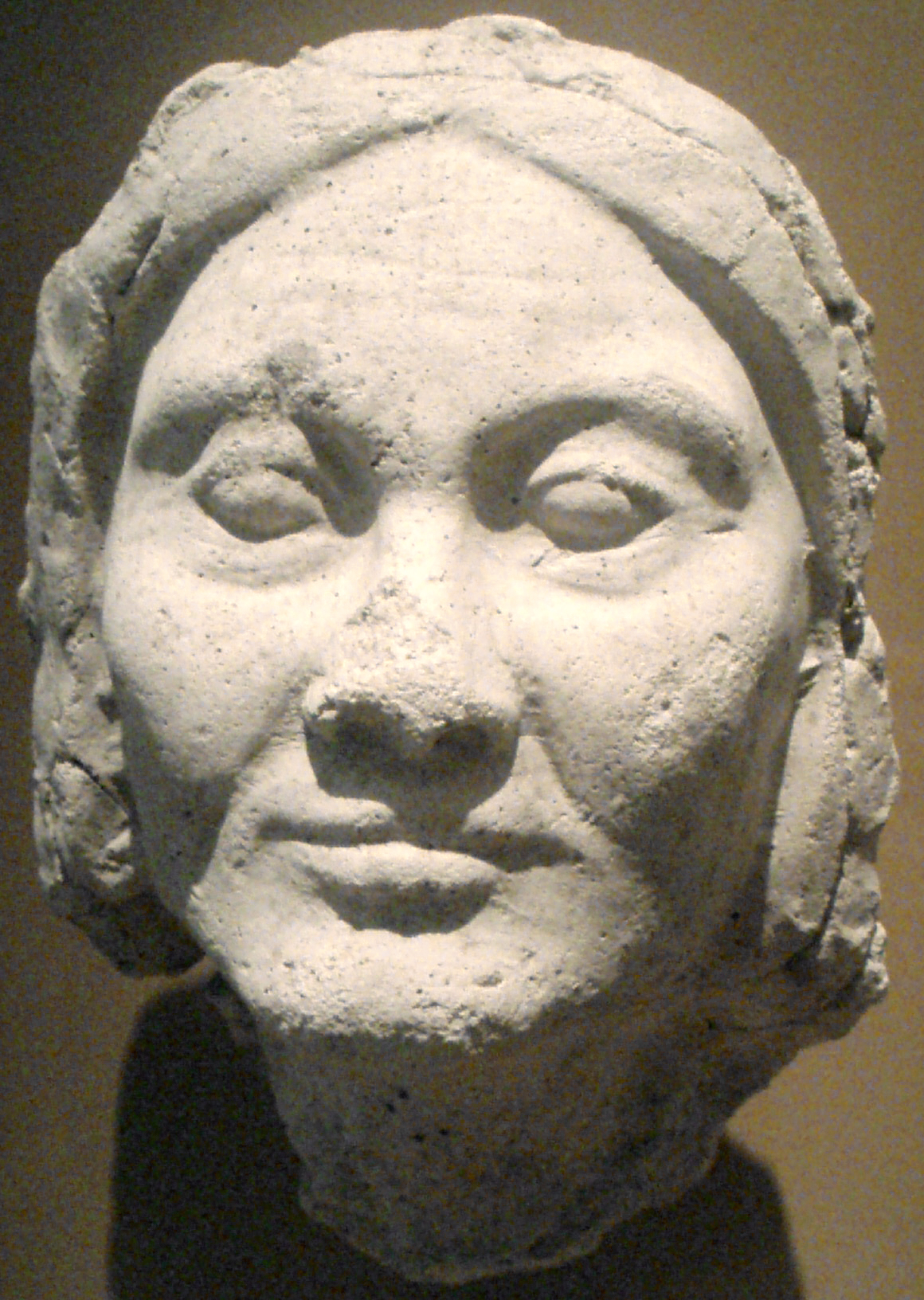
Портрет пожилой дамы из мастерской Тутмоса. Метрополитен-музей
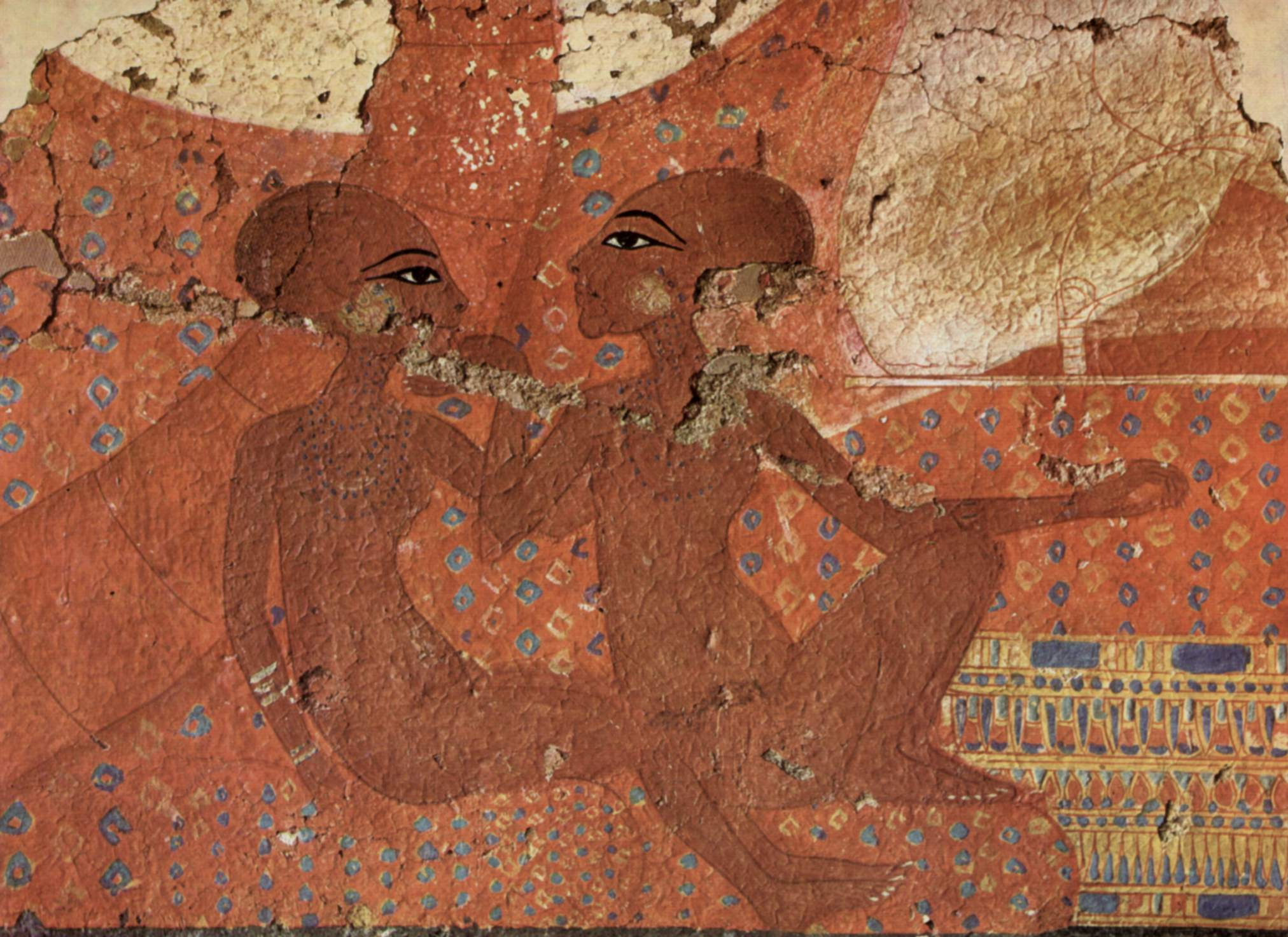
Принцессы Нефернефруатон-ташерит и Нефернефрура, ок 1375-1358 годы до н.э.
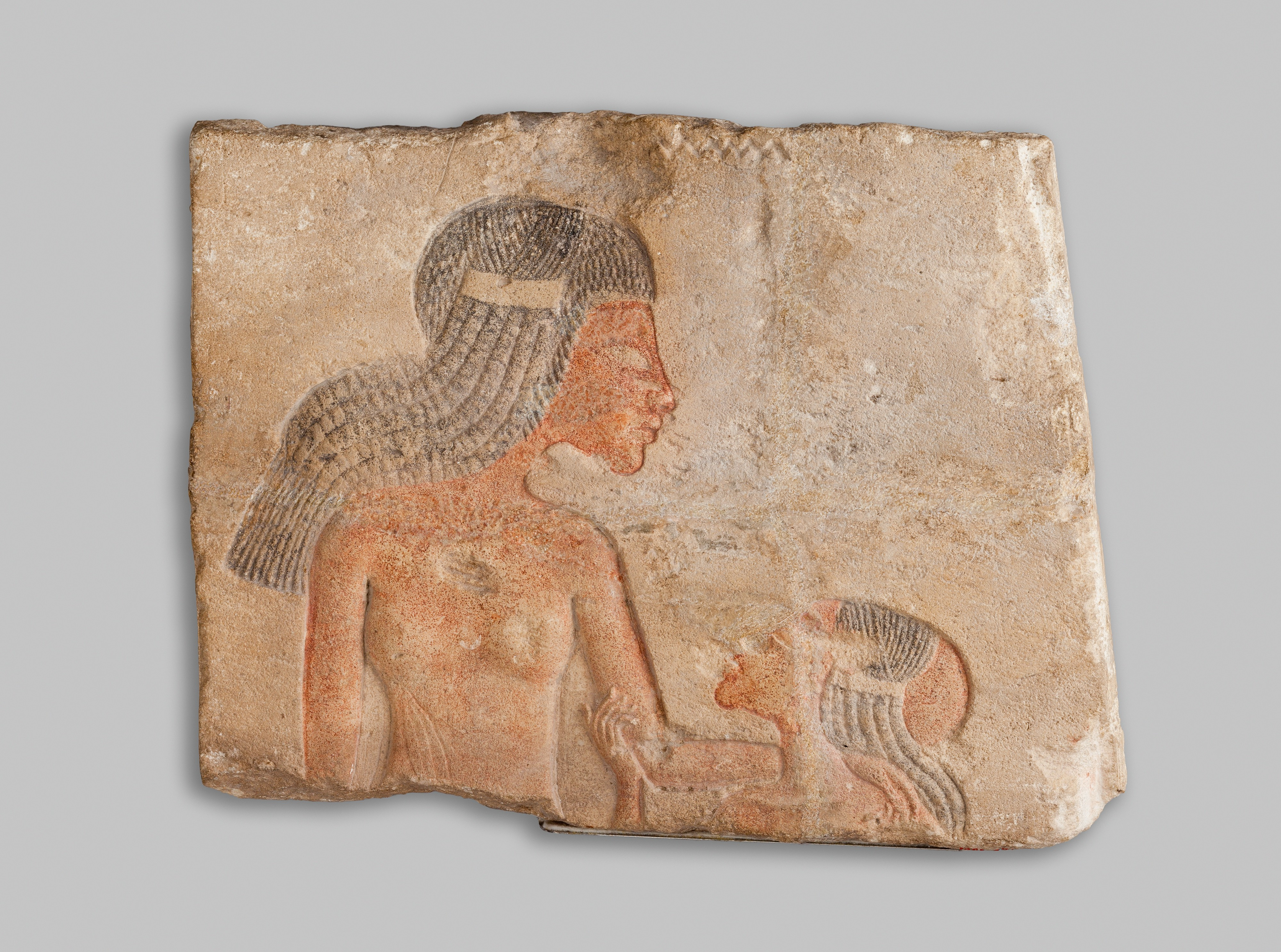
Две принцессы. Метрополитен-музей
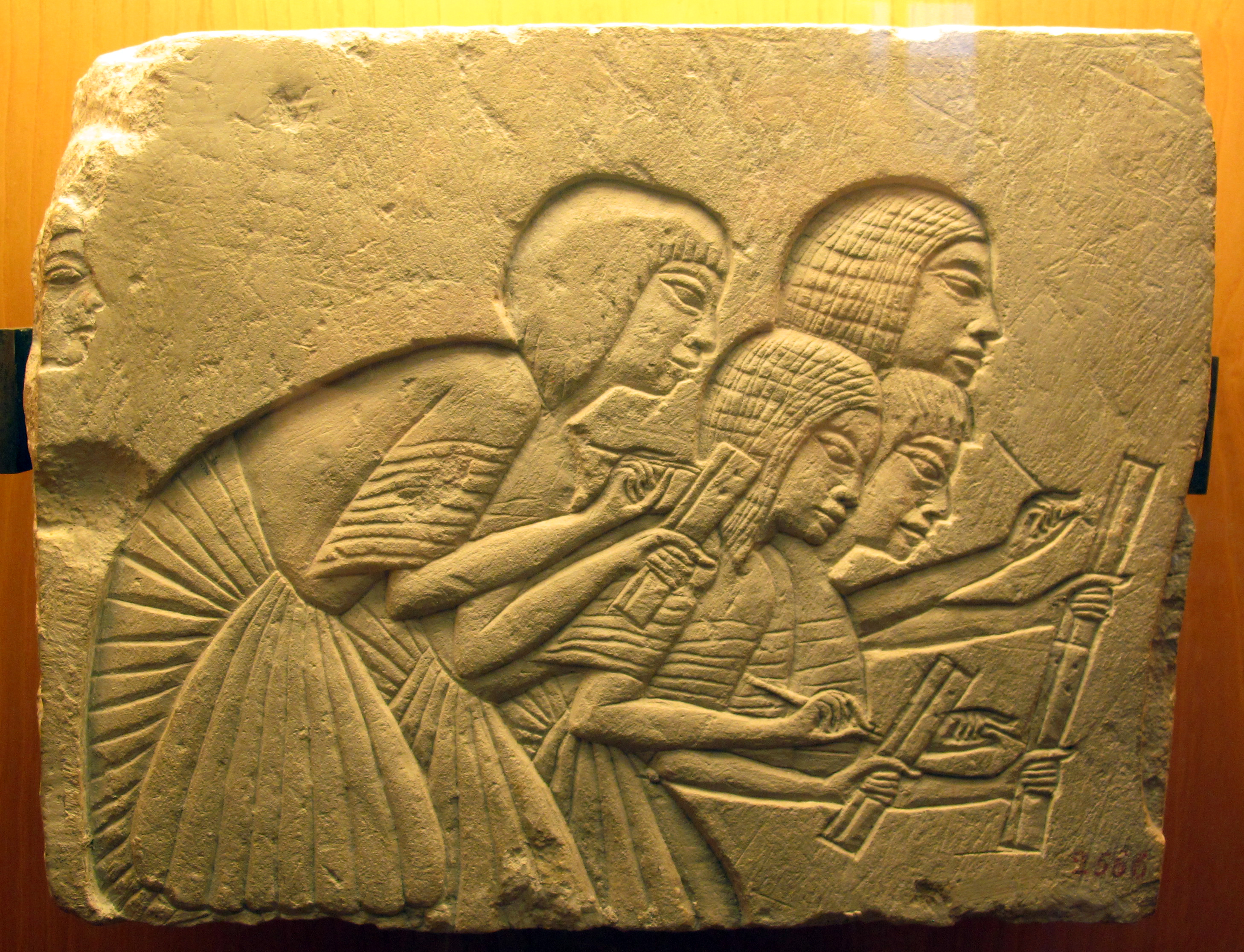
Писцы. Национальный археологический музей Флоренции
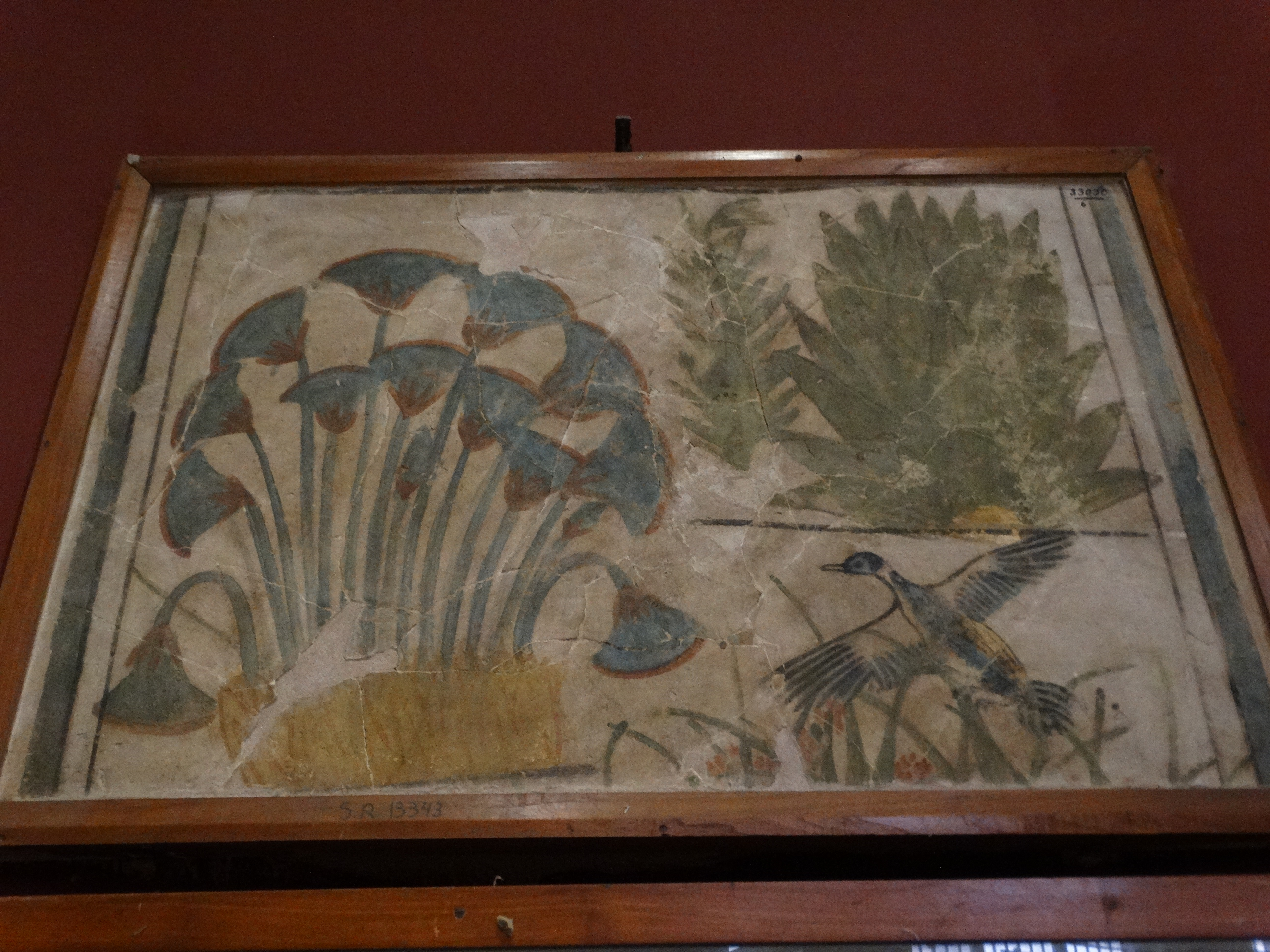
Фрагмент росписи пола из Телль эль-Амарны

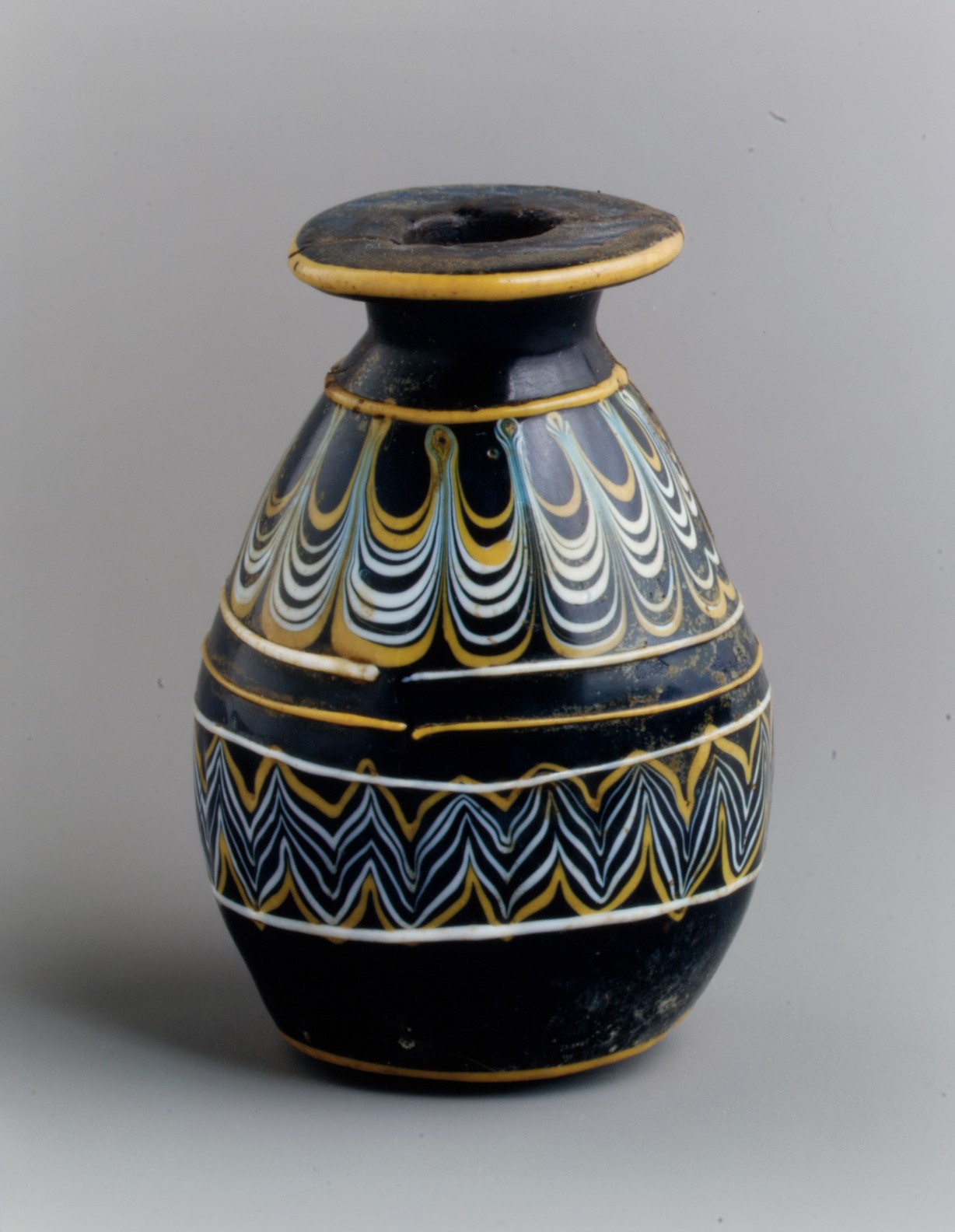
Стеклянная ваза, ок. 1353 −1336 годы до н. э. Метрополитен-музей

## Литература

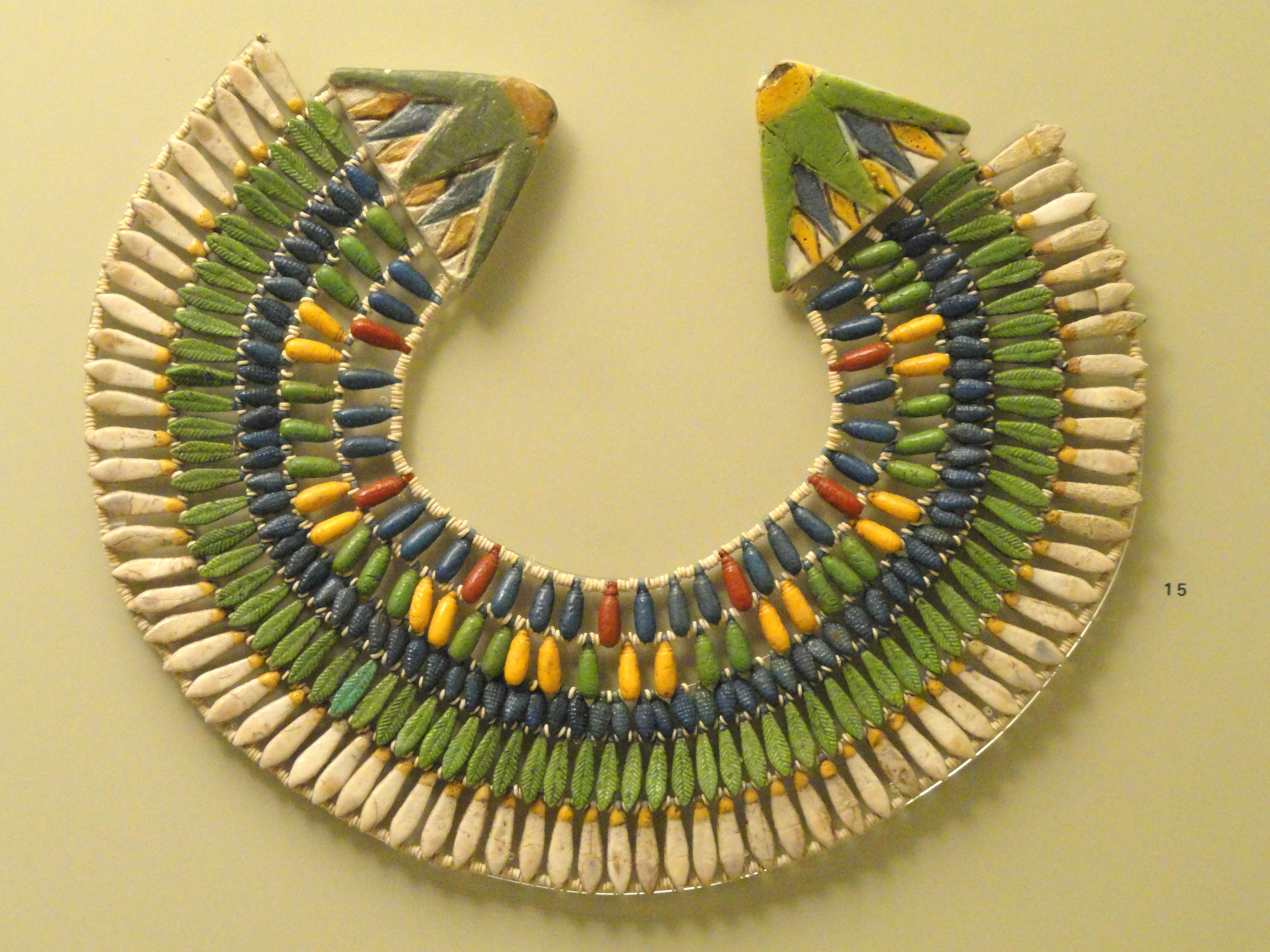
Фаянсовое ожерелье усех, ок. 1370 год до н. э. Королевский музей Онтарио

## Оценка
Среди исследователей нет единства в интерпретации амарнского искусства. Одни полагают, что странные изображения людей и прежде всего фараона несут религиозную символику. По этой версии гермафродитизм портретов Эхнатона отражает его близость к Атону, который назывался «матерью и отцом всех людей». Другие египтологи склонны считать, что амарнское искусство было своего рода экспрессионизмом Древнего Египта.
Не все изображения Эхнатона и его близких нереалистичны. В последние годы Эхнатона они утратили популярность. Поэтому нереалистичный стиль нельзя распространять на всё амарнское искусство.
Амарнский период длился недолго (около 20 лет), как и правление самого Эхнатона, но влияние амарнского искусства прослеживается в более поздних памятниках.